# Ya.com
Ya.com o Yacom fue originalmente la marca de internet de Jazztel. Creada en junio de 1999 por un grupo de exempleados de Terra y Martín Varsavsky dentro de Jazztel Internet Factory, la empresa filial de Jazztel para internet. Con el objetivo de competir en el negocio de los portales de servicios, contenidos y acceso a internet. En marzo del año 2000 la empresa pasó a llamarse definitivamente Ya.com Internet Factory

## Historia
Ya.com llegó a construir una extensa red de portales y servicios muy conocidos, bien sea por adquisición; como Mixmail.com(correo electrónico), Inforchat.com(servicio de chat) o  Chueca.com (portal comunidad gay); o como Viajar.com, Finanzas.com y Supermotor.com que se crearon con equipos internos y/o emprendedores de internet contratados con este fin. También fue líder en portales de internet móvil (wap y para pdas de Palm).
En septiembre del año 2000, la filial de internet de Deutsche Telekom, T-Online, compró el 100% de la empresa por 553 millones de euros. T-Online reorientó la marca y la empresa hacia el negocio de acceso a Internet por ADSL llegando a tener 400.000 clientes y abandonó paulatinamente el negocio de los portales. 
En junio de 2007 la empresa es adquirida por Orange, la filial de móviles y acceso a internet de France Télécom por 320 millones de euros. Hasta septiembre de 2012, funcionó de forma independiente con su propia marca y estaba dirigida a un segmento del mercado de acceso a internet con tarifas bajas.
Desde el 1 de septiembre de 2012, la compañía dejó de comercializar ADSL a nuevos clientes. Finalmente, en octubre de 2012, France Télécom unificó sus clientes de ADSL con los de su marca principal Orange, lo cual supuso la total desaparición de la división Yacom, poniendo fin a 13 años de historia de dicha marca.
La venta de Ya.com a T-Online ha liderado el ranking de venta de empresas de Internet en España durante 20 años hasta que en septiembre de 2020 fue relegada al segundo puesto por la venta de Idealista.com.